# NM-22
El NM-22 (Neumatico Mexicano 2022) es el décimo modelo de tren sobre neumáticos, fue diseñado y construido por CRRC Zhuzhou Locomotive en China y México. Se entregan 29 trenes que circulan en la Línea 1 del Metro de la Ciudad de México.
Los trenes empezaron a ser entregados en 2022 al Sistema de Transporte Colectivo, y comenzaron a realizar pruebas en vacío sobre las líneas 1, 2, 5, 6, 7
El primer tren en entregarse se presentó en el Monumento de la Revolución en septiembre de 2022.

## Características
Algunas características del modelo son:
- Ancho de vía Ruedas de seguridad: 1435 mm.
- Ancho de Vía de las llantas de tracción: 1993 mm.
- Voltaje: 750 VCC
- Longitud de la formación:150 metros de longitud contando la longitud total de los 9 carros que componen cada formación
- Altura de la formación de Piso a Techo:3.5 metros de altura
- Sistema de Tracción:Motores Asíncronos de corriente alterna protegidos electrónicamente contra descargas y variaciones
- Sistema de Pilotaje Automático: CBTC
- Sistema de Ventilación: motoventiladores en el techo.
- Sistema de aviso de Cierre de Puertas: Tono intermitente agudo similar al NM-16, así como tono alternativo similar a algunos trenes orientales(Tono de cierre similar a los CSR Mitsubishi usados en las líneas Mitre y Sarmiento de los Trenes Metropolitanos de Buenos Aires)
- Sistema de anuncio de próxima estación: Voz automática pregrabada.
- Diseño de Puertas:Doble Hoja de aleación aluminio y acero, con mecanismo de cierre a presión
- Letreros LED: Letrero en color rojo con letras desplazantes
- Fabricante: CRRC Zhuzhou Locomotive
- Procedencia:  China y  México
- Series De Carro con Cabina de Conducción: RC0001 a RC0058
- Interiores: Blanco grisáceo con paneles plásticos e iluminación blanca intermedia.
- Monocoup: Advertidor Sonoro Electrónico
- Pintura de la Carrocería: naranja con esquema de Movilidad Integrada
- Formaciones posibles: 9 vagones RC-N-N-N-PR-N-N-N-RC (Nota:En este modelo de tren la nomenclatura del carro RC significa Remolque Cabina,esto quiere decir que no tiene motores de tracción en los extremos,de la formación,dividiendo las tracciones entre los 6 carros N motrices sin cabina de conducción)

Otras características adicionales:
- - Bocinas de aire de 2 Voces
  - Advertidor sonoro mejorado
  - Luces piloto de puertas
  - Sistema de frenos antibloqueo
  - Sistema de aviso de estaciones y recomendaciones
  - Pasillos de interconexión entre vagones
  - Pintura resistente al vandalismo y grafiti

## Líneas asignadas
- Línea  Desde el 2024